# Molí del Bosc (Castellcir)
El Molí del Bosc és un antic molí situat en el terme municipal de Castellcir, a la comarca del Moianès.
És a la part central-oriental del terme, a la dreta de la riera de Castellcir. Pertanyia a la masia del Bosc, que es troba al nord-est del molí, però té més a prop les masies de Can Sants, al sud-oest, la Casa Nova de la Vileta, a ponent, i la Codina i la Vileta, al nord-oest.
Fou construït entre els segles xvii i XVIII, amb importants modificacions durant el segle xix.
A migdia seu, bastant a prop, es troba la Poua del Molí del Bosc, i pel seu costat meridional passa el Camí del Molí del Mig del Bosc.